# Parethusa
Parethusa is een geslacht van kreeftachtigen uit de klasse van de Malacostraca (hogere kreeftachtigen).

## Soorten
- Parethusa glabra Chen, 1997
- Parethusa hylophora Castro, 2005